# Villanueva del Ariscal-Olivares
Villanueva del Ariscal-Olivares (hiszp: Estación de Villanueva del Ariscal-Olivares) – stacja kolejowa na linii C-5 Cercanías Sevilla, w prowincji Sewilla, we wspólnocie autonomicznej Andaluzja, w Hiszpanii. Znajduje się na A-8075 (400 metrów od Olivares i 200 Villanueva del Ariscal. Stacja ta jest jedną z dwóch stacji wspólnych dla dwóch gmin na linii C-5 wraz z Valencina-Santiponce. Stacja pochodzi z końca XIX wieku i została zmodernizowana wraz z linią do Sanlúcar la Mayor (jest tylko jeden tor). Obsługuje pociągi podmiejskie do Sewilli i Benacazón. Kursują tędy także pociągi Media Distancia Renfe (Sewilla-Huelva) (ale nie zatrzymują się na stacji). Przejazd pociągów w godzinach szczytu wynosi około 30 minut. Stacja została otwarta ponownie 27 marca 2011.
| Kierunek  | <                 | Linia | >        | Kierunek            | Kierunek         |
| --------- | ----------------- | ----- | -------- | ------------------- | ---------------- |
| Benacazón | Sanlúcar la Mayor |       | Salteras | Sevilla Santa Justa | Virgen del Rocío |